# Чорний капелюх
Чорний капелюх (англ. black hat) — це хакер, який «порушує комп'ютерну безпеку зі зловмисною метою або для особистої вигоди».
Цей термін був створений теоретиком хакерської культури Річардом Столменом, аби протиставити експлуататорського хакера з хакером «Білий капелюх», який захищає себе, привертаючи увагу до вразливостей в комп'ютерних системах, які потребують ремонту.
Термінологія «чорний капелюх» / «білий капелюх» походить із західного жанру популярної американської культури, в якій чорні та білі капелюхи позначають лиходіїв і героїчних ковбоїв відповідно.
«Чорний капелюх» — це стереотипно незаконні хакерські групи, часто зображувані в популярній вестерн-культурі, і є «уявленням того, що громадськість побоюється в комп'ютерному злодії». «Чорні капелюхи» потрапляють у захищені мережі, щоби знищити, змінити або викрасти дані, або зробити мережі непридатними для авторизованих користувачів мережі.